# Grand Prix Formule 1 van België 1974
De Grand Prix Formule 1 van België 1974 werd gehouden op 12 mei 1974 op Nijvel.

## Uitslag
| Pos. | Nr. | Coureur              | Constructeur      | Rondes | Tijd / Oorzaak uitval | Grid | Punten |
| ---- | --- | -------------------- | ----------------- | ------ | --------------------- | ---- | ------ |
| 1    | 5   | Emerson Fittipaldi   | McLaren-Ford      | 85     | 1:44:20.57            | 4    | 9      |
| 2    | 12  | Niki Lauda           | Ferrari           | 85     | + 0.35                | 3    | 6      |
| 3    | 3   | Jody Scheckter       | Tyrrell-Ford      | 85     | + 45.61               | 2    | 4      |
| 4    | 11  | Clay Regazzoni       | Ferrari           | 85     | + 52.02               | 1    | 3      |
| 5    | 14  | Jean-Pierre Beltoise | BRM               | 85     | + 1:08.05             | 7    | 2      |
| 6    | 6   | Denny Hulme          | McLaren-Ford      | 85     | + 1:10.54             | 12   | 1      |
| 7    | 33  | Mike Hailwood        | McLaren-Ford      | 84     | + 1 Ronde             | 13   |        |
| 8    | 26  | Graham Hill          | Lola-Ford         | 83     | + 2 Ronden            | 29   |        |
| 9    | 10  | Vittorio Brambilla   | March-Ford        | 83     | + 2 Ronden            | 31   |        |
| 10   | 41  | Tim Schenken         | Trojan-Ford       | 83     | + 2 Ronden            | 23   |        |
| 11   | 28  | John Watson          | Brabham-Ford      | 83     | + 2 Ronden            | 19   |        |
| 12   | 27  | Guy Edwards          | Lola-Ford         | 82     | + 3 Ronden            | 21   |        |
| 13   | 17  | Jean-Pierre Jarier   | Shadow-Ford       | 82     | + 3 Ronden            | 17   |        |
| 14   | 21  | Gijs van Lennep      | Iso Marlboro-Ford | 82     | + 3 Ronden            | 30   |        |
| 15   | 22  | Vern Schuppan        | Ensign-Ford       | 82     | + 3 Ronden            | 14   |        |
| 16   | 37  | François Migault     | BRM               | 82     | + 3 Ronden            | 25   |        |
| 17   | 34  | Teddy Pilette        | Brabham-Ford      | 81     | +4 Ronden             | 27   |        |
| 18   | 16  | Brian Redman         | Shadow-Ford       | 80     | Motor                 | 18   |        |
| DNF  | 2   | Jacky Ickx           | Lotus-Ford        | 72     | Oververhitting        | 16   |        |
| DNF  | 42  | Tom Pryce            | Token-Ford        | 66     | Botsing               | 20   |        |
| DNF  | 7   | Carlos Reutemann     | Brabham-Ford      | 62     | Motor                 | 24   |        |
| DNF  | 1   | Ronnie Peterson      | Lotus-Ford        | 56     | Brandstoflek          | 5    |        |
| DNF  | 4   | Patrick Depailler    | Tyrrell-Ford      | 53     | Remmen                | 28   |        |
| DNF  | 19  | Jochen Mass          | Surtees-Ford      | 53     | Ophanging             | 26   |        |
| DNF  | 43  | Gerard Larrousse     | Brabham-Ford      | 53     | Band                  | 11   |        |
| DNF  | 18  | Carlos Pace          | Surtees-Ford      | 50     | Handling              | 8    |        |
| DNF  | 8   | Rikky von Opel       | Brabham-Ford      | 49     | Motor                 | 22   |        |
| DNF  | 24  | James Hunt           | Hesketh-Ford      | 45     | Ongeluk               | 9    |        |
| DNF  | 20  | Arturo Merzario      | Iso Marlboro-Ford | 29     | Transmissie           | 6    |        |
| DNF  | 15  | Henri Pescarolo      | BRM               | 12     | Botsing               | 15   |        |
| DNF  | 9   | Hans Joachim Stuck   | March-Ford        | 6      | Koppeling             | 10   |        |
| DNQ  | 44  | Leo Kinnunen         | Surtees-Ford      |        |                       |      |        |

## Statistieken
| Pole-position | Clay Regazzoni | Ferrari      | 1:09.82 |
| Snelste ronde | Denny Hulme    | McLaren-Ford | 1:11.31 |

## Noot
- Dit was het debuut van de Finse coureur Leo Kinnunen - de eerste Fin in Formule 1 - de Franse coureur Gérard Larrousse; de Belgische coureur Teddy Pilette en de Britse coureur Tom Pryce.
- Eerste podiumplaats voor Jody Scheckter.

1925 · 1930 · 1931 · 1933 · 1934 · 1935 · 1937 · 1939 · 1947 · 1949 · 1950 · 1951 · 1952 · 1953 · 1954 · 1955 · 1956 · 1958 · 1960 · 1961 · 1962 · 1963 · 1964 · 1965 · 1966 · 1967 · 1968 · 1970 · 1972 · 1973 · 1974 · 1975 · 1976 · 1977 · 1978 · 1979 · 1980 · 1981 · 1982 · 1983 · 1984 · 1985 · 1986 · 1987 · 1988 · 1989 · 1990 · 1991 · 1992 · 1993 · 1994 · 1995 · 1996 · 1997 · 1998 · 1999 · 2000 · 2001 · 2002 · 2004 · 2005 · 2007 · 2008 · 2009 · 2010 · 2011 · 2012 · 2013 · 2014 · 2015 · 2016 · 2017 · 2018 · 2019 · 2020 · 2021 · 2022 · 2023 · 2024 · 2025 · 2026 · 2027 · 2029 · 2031